# Љуштилица
Љуштилица је врста рендета коришћена за љуштење лимуна, поморанџи и осталог цитрусног воћа. Намењена је добијању коре која се касније користи као кулинарски састојак.

## Опште одлике
Кухињска љуштилица дуга је десетак центиметара. Састоји се из плоче са сечивима (заоштреним рупицама) и дршке. Обично је од метала, са пластичном и разнобојном дршком. Њоме се најчешће љушти кора која служи за побољшавање укуса.
Употребљава се тако што се прислони на воће и трља о његову кору. Тако се она меље и отпада. Када се стигне до сржи воћке, процес се обуставља. Детаљније говорећи, овом процесом се издваја епикарп плода, и то тако што тракаста парчад коре пролазе кроз заоштрене рупице. По љуштењу, кора се ставља у колаче, сладоледе, шербете и даје им киселкасти укус.
Обично ренде може преузети улогу љуштилице ако је малих димензија и фине структуре. Тако је са производњом овог артикла отпочело америчко предузеће Мајкроплејн. Наиме, оно је испочетка производичо турпије за дрво. Ипак, ускоро су људи овај производ почели користити у сврхе обраде хране. Када су челници компаније то сазнали, прерадили су свој дрводељски алат и данас га продају под називом љуштилица/ренде. Практична је употреба за скидање налепница са стакла (као жилет).